# Daniela Lesmeister
Daniela Lesmeister (* 21. Juni 1977 in Essen) ist eine deutsche Polizistin, Verwaltungsjuristin und politische Beamtin (CDU). Seit 30. Juni 2022 fungiert sie als Staatssekretärin im Ministerium des Innern des Landes Nordrhein-Westfalen.

## Leben
Lesmeister legte 1996 ihr Abitur ab und absolvierte anschließend die Polizeiausbildung in Nordrhein-Westfalen. Als Polizeikommissarin war sie ab 1999 in Gelsenkirchen tätig und absolvierte parallel dazu ein Studium der Rechtswissenschaften an der Ruhr-Universität Bochum. Ihr Rechtsreferendariat absolvierte sie am Landgericht Kleve. 2008 promovierte sie mit einer Dissertation zum Thema „Möglichkeiten und Grenzen polizeilicher Prävention im Bereich der Jugendkriminalität“.
2007 wurde Lesmeister Referentin im Ministerium für Arbeit, Gesundheit und Soziales des Landes Nordrhein-Westfalen, wo sie in den folgenden Jahren unter anderem als stellvertretende Leiterin des Ministerbüro von Karl-Josef Laumann und Referatsleiterin Maßregelvollzug tätig war. Lesmeister ist Gründerin des Vereins I.S.A.R. Germany e.V. Bis zur Auflösung des Vereins im Jahr 2022 war die dessen erste Vorsitzende. Im März 2023 beendete sie auch ihre ehrenamtliche internationale Einsatztätigkeit für die I.S.A.R. Germany Stiftung gGmbH. Für ihr ehrenamtliches Engagement wurde Lesmeister gemeinsam mit Claus Muchow vom Deutschen Roten Kreuz und Tom Wenzel von arche noVa 2010 mit dem Bambi in der Kategorie „Stille Helden“ ausgezeichnet; 2015 wurde ihr durch Bundespräsident Joachim Gauck das Bundesverdienstkreuz am Bande verliehen. 2014 übernahm sie die Position der Beigeordneten in Duisburg, wo sie die Tätigkeiten im Dezernat für Sicherheit und Recht verantwortete. Im Oktober 2017 übernahm sie die Leitung der Polizeiabteilung im Ministerium des Innern des Landes Nordrhein-Westfalen. Sie folgte damit auf Wolfgang Düren und war die erste Frau in diesem Amt.
Im Zuge der Bildung des Kabinetts Wüst II wurde Daniela Lesmeister zum 30. Juni 2022 zur Staatssekretärin des von Herbert Reul geleiteten Ministeriums des Innern des Landes Nordrhein-Westfalen berufen. Sie folgte damit auf Jürgen Mathies.
Lesmeister ist Mutter eines Sohnes.

## Schriften
- Polizeiliche Prävention im Bereich jugendlicher Mehrfachkriminalität. Dargestellt am tatsächlichen Beispiel des Projekts „Gefährderansprache“ des Polizeipräsidiums Gelsenkirchen. Kovač, Hamburg 2008, ISBN 978-3-8300-3964-8.